# Concordio de Espoleto
Para otros personajes de nombre similar, véase Concordio.
Concordio de Espoleto (Roma, s. I-Espoleto, 175), fue un presbítero y mártir cristiano del siglo II, que murió bajo el mando del emperador Antonino. 

## Hagiografía
San Concordio comenzó su vida como subdiácono en Roma, y fue recluido, utilizando todo el tiempo en la soledad y la plegaria. Fue encarcelado durante las persecuciones de Marco Aurelio, prendido en el desierto y enjuiciado en Espoleto, Italia.

### Juicio
El juicio fue dirigido por el gobernador de Umbría, Torcuato. Concordio se le ofrecía la libertad si renunciaba de su fe y trabajaba para la construcción de la estatua del dios Júpiter. Cuando Concordio se negó, primeramente fue azotado con varillas, luego colgado en el potro, y después atormentado en la cárcel, en la que, según la tradición, le confortaron unos ángeles. Dos días después, se le ofreció una segunda oportunidad de retractación que también rechazó y mostró su indignación escupiendo al ídolo. Torcuato dio la orden de decapitarle en el 175 d. C. Concordio fue canonizado por los oficiales religiosos en ese tiempo, pero no residen datos de cuándo ni dónde ocurrió.

## Veneración
Su bendito cuerpo se venera en la Iglesia del monasterio de Benedictinos de San Pere de la villa de Besalú, obispado de Gerona.